# Daudi Okello
Daudi Okello (ur. 20 września 1995) – ugandyjski siatkarz, grający na pozycji atakującego. 

## Przebieg kariery
| Lata                      | Klub                        |
| ------------------------- | --------------------------- |
|                           | Kibungo University          |
| 2016–2017                 | Marek Junion-Iwkoni Dupnica |
| 2017–2018                 | Galatasaray Stambuł         |
| 2018–2019                 | Tokat Belediye Plevnespor   |
| 2019 (do 15.11.2019)      | Spor Toto                   |
| 2019–2021 (od 18.11.2019) | Hyundai Capital Skywalkers  |
| 2021–2022                 | Suwon KEPCO Vixtorm         |
| 2022–                     | Jakarta Bhayangkara Presisi |

## Sukcesy klubowe
Liga południowokoreańska:
- 2022[3]

Klubowe Mistrzostwa Azji:
- 2023[4]